# Kościół św. Augustyna w Wiedniu
Kościół św. Augustyna w Wiedniu (niem. Die Kirche St. Augustinus in Wien), znany także jako kościół augustiański w Wiedniu (niem. Augustinerkirche) – rzymskokatolicki kościół augustiański w Wiedniu, w Austrii.
Kościół należy do wikariatu wiedeńskiego Zakonu Świętego Augustyna. Przy kościele mieści się klasztor augustiański z siedzibą wikariusza regionalnego.
Świątynia jest kościołem parafialnym parafii św. Augustyna w Wiedniu.

## Lokalizacja
Kościół znajduje się przy Augustinerstraße, na wiedeńskim Śródmieściu, wchodząc w skład skrzydła Hofburga.
W administracji kościelnej kościół położony jest na obszarze parafii św. Augustyna w Wiedniu, w dekanacie miejskim 1, w archidiecezji wiedeńskiej.

## Historia
W 1327 elektor Palatynatu Fryderyk IV Sprawiedliwy, jako wotum dziękczynne za swoje uwolnienie z niewoli księcia Bawarii Ludwika I Bawarskiego oraz w podzięce za pomoc swojego spowiednika augustianina Konrada, nadał augustianom działkę w pobliżu Hofburga, na której wcześniej stał domek myśliwski. Założono tu klasztor augustiański i w latach 1330-1339 wybudowano kościół. 1 listopada 1349 kościół konsekrował biskup pomocniczy diecezji Pasawy Ortolf von Atzenbruck. W średniowieczu klasztor przeżywał rozkwit, zahamowany w okresie reformacji.
W 1630 cesarz Ferdynand II Habsburg osadził w klasztorze augustianów bosych i w 1634 postanowił, że świątynia św. Augustyna będzie pełniła funkcję kościoła parafialnego dla rodziny cesarskiej, który to status utrzymała ona do upadku monarchii austriackiej w 1918. Rozpoczął się wówczas drugi okres świetności klasztoru - w jego szczycie przypadającym na lata 1750-1780 w klasztorze mieszkało 90 zakonników. Najbardziej znanym wiedeńskim augustianinem tego okresu był nadworny kaznodzieja Abraham a Sancta Clara OAD.
Duże zmiany nastąpiły w wyniku reform józefińskich. W 1783 przy kościele ustanowiono parafię. Jednocześnie klasztor objęła kasata józefińska, przeprowadzona przez zakaz przyjmowania nowicjuszy do klasztoru. Ostatni wiedeńscy augustianie wymarli w 1836. Kościół i parafię przejęło wówczas duchowieństwo diecezjalne.
W 1848 od pożaru biblioteki zajął się dach kościoła, co spowodowało zawalanie się wieży. Odbudowano ją w 1852.
W 1945 kościół został poważnie uszkodzony podczas bombardowania. Do 1950 był restaurowany. W 1951 kościół ponownie objęli augustianie, gdy w dawnym klasztorze osiedli zakonnicy gałęzi eremickiej, wysiedleni z Sudetów. Odnowiony w latach 1996-1999.

## Architektura i wyposażenie
Pierwotnie gotycki, halowy kościół trójnawowy, mierzący 80 m długości. W I połowie XVII w. wnętrze zostało przebudowane w stylu wczesnego baroku, z 16 kaplicami bocznymi. W 1652 dobudowano wieżę. W latach 60. XVIII w. fasada frontowa kościoła została zakryta skrzydłem biblioteki dworskiej. W 1783 z polecenia cesarza Józefa II Habsburga nastąpiła regotycyzacja kościoła.
Ołtarz główny autorstwa Andreasa Halbiga, wykonany w latach 1857-1870 i zamontowany w 1874, pierwotnie przeznaczony był do kościoła wotywnego. Polichromowany ołtarz nawiązuje do gotyku brabanckiego i wyglądem przypomina monstrancję. W jego centrum znajduje się figura Chrystusa Króla w otoczeniu aniołów i świętych patronów cesarza Franciszka Józefa. Ołtarz posoborowy z marmuru karraryjskiego wraz z amboną z tego samego materiału pochodzą z 2003.
W nawie na uwagę zasługuje cenotaf arcyksiężnej Marii Krystyny Habsburg w kształcie piramidy, z przełomu XVIII i XIX w., autorstwa Antonio Canovy.
Przy kościele znajduje się Krypta Serc, w której pochowano serca 54 Habsburgów.

## Wydarzenia
Świątynia mająca status kościoła parafialnego dworu cesarskiego, była miejscem wielu wydarzeń. Członkowie rodziny cesarskiej uczestniczali tu na nabożeństwa i zawierali tu śluby. Miały tu miejsce m.in.:
- 5 grudnia 1666 – ślub Leopolda I Habsburga z Małgorzatą Teresą Habsburżanką[5]
- 13 września 1683 – msza dziękczynna za zwycięstwo w bitwie pod Wiedniem z udziałem króla Polski Jana III Sobieskiego; na południowej elewacji kościoła znajduje się tablica upamiętniająca to wydarzenie, odsłonięta w 300. rocznicę bitwy[3]
- 12 lutego 1736 – ślub Marii Teresy Habsburg z Franciszkiem I Lotaryńskim[5]
- 11 marca 1810 – ślub Marii Ludwiki Austriaczki z Napoleonem Bonaparte[b][5]
- 24 kwietnia 1854 – ślub Franciszka Józefa I z Elżbietą Bawarską[5]

Tradycyjnie podczas ingresu nowy arcybiskup wiedeński przechodzi w uroczystej procesji z kościoła św. Augustyna do katedry św. Szczepana.

## Muzyka sakralna
Kościół jest ważnym centrum muzyki sakralnej. W każdą niedziele i święto odprawiana jest tu msza święta z oprawą muzyczną klasycznych kompozytorów.

## Galeria

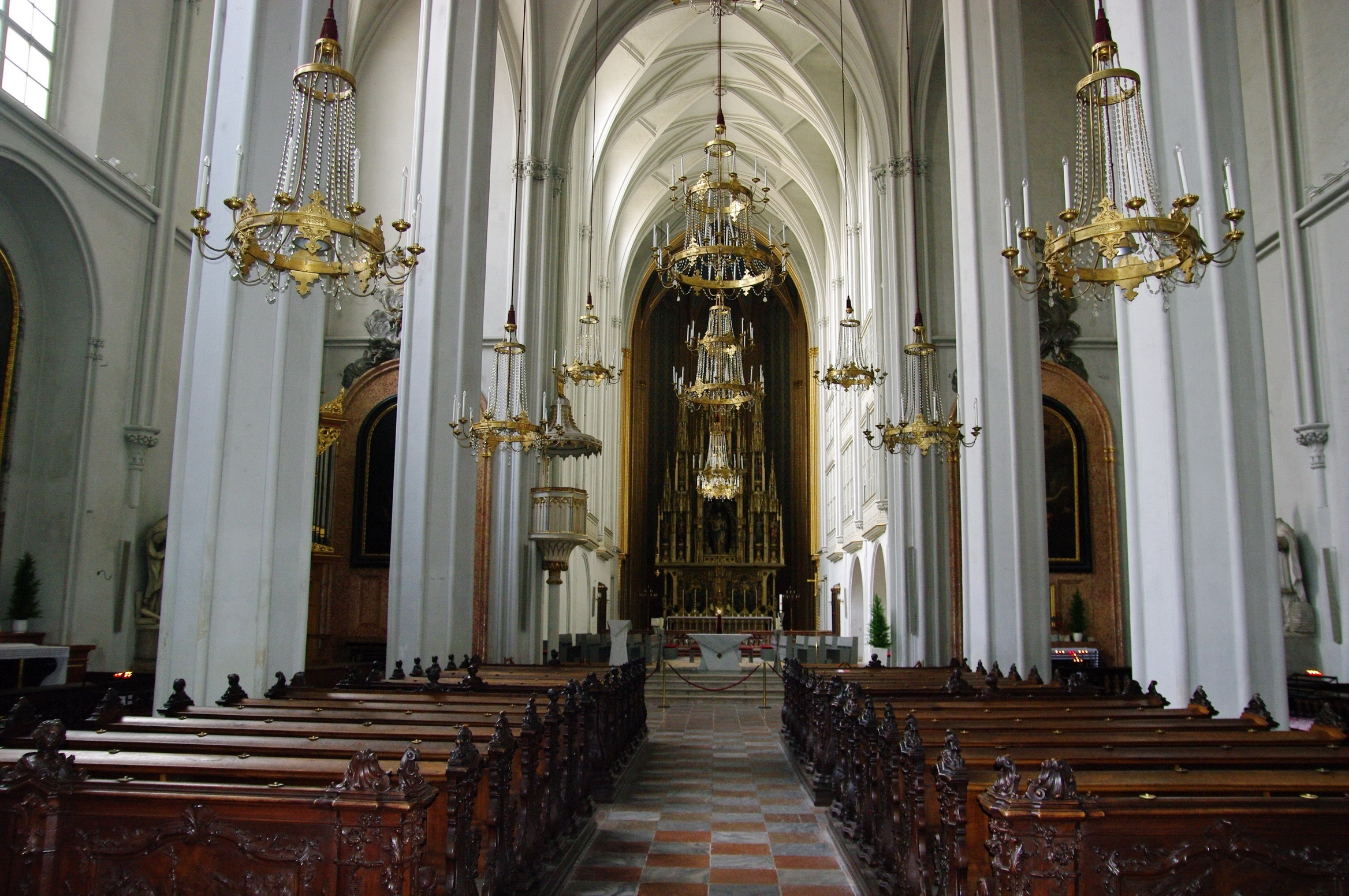
nawa
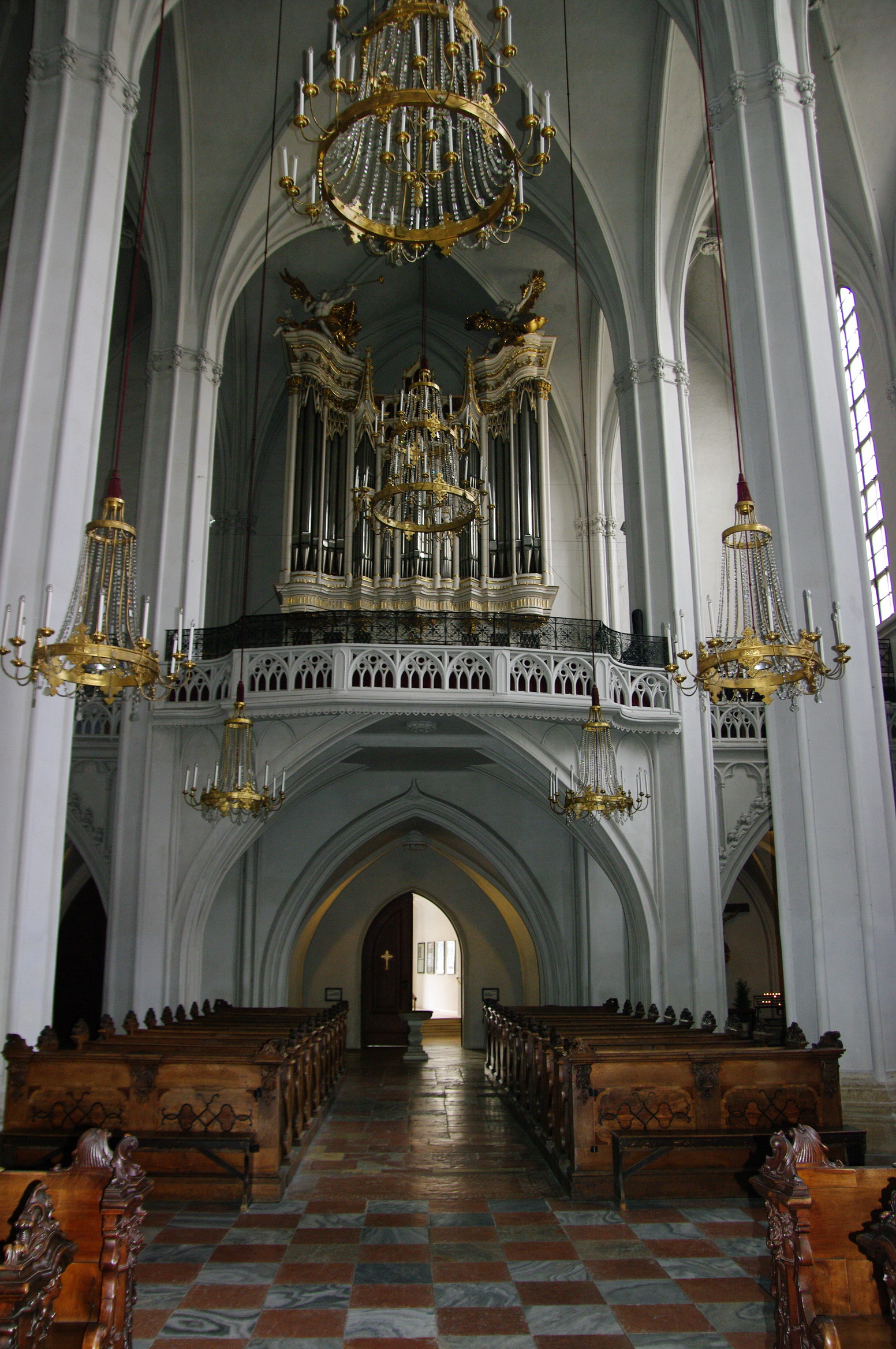
nawa i organy
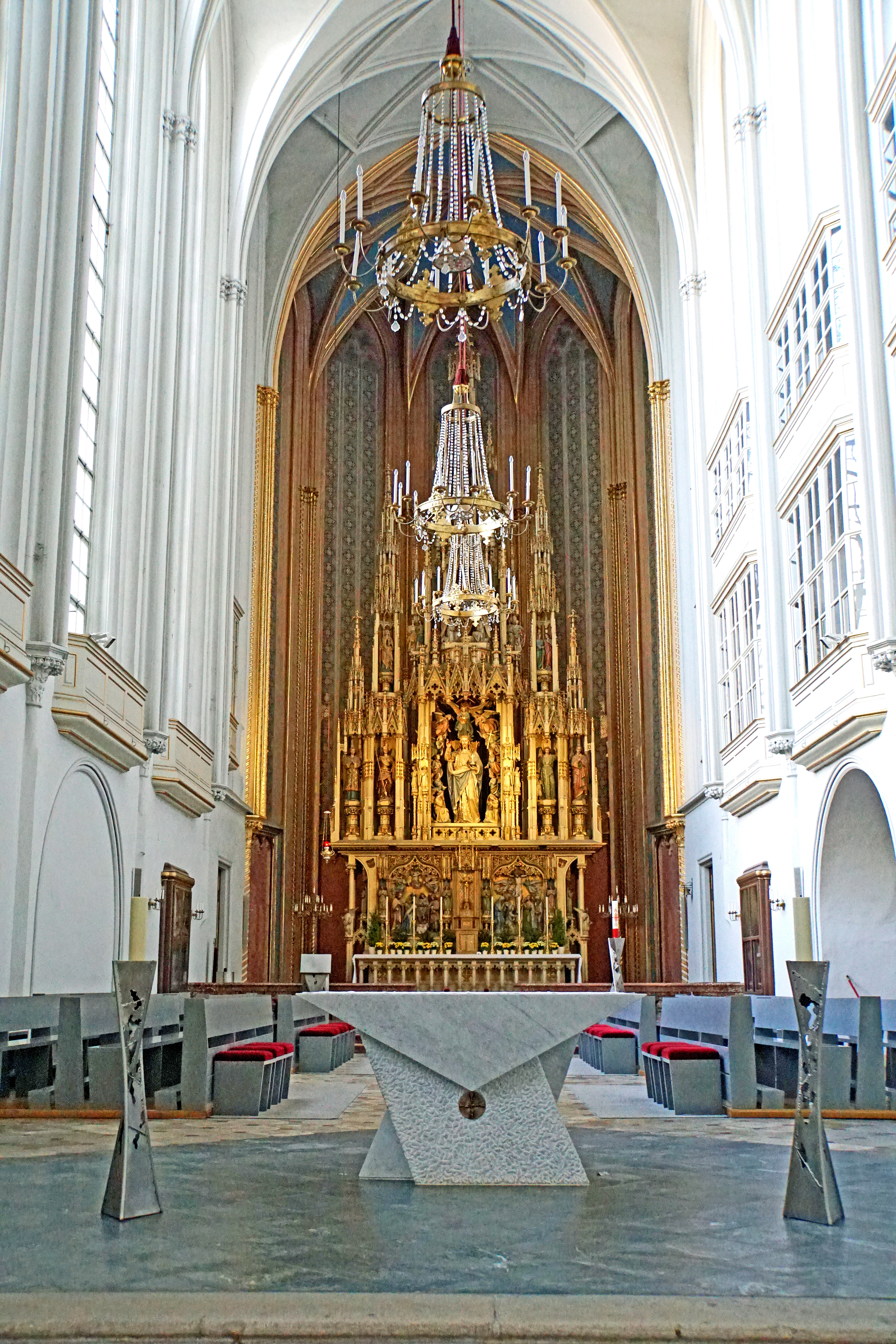
prezbiterium
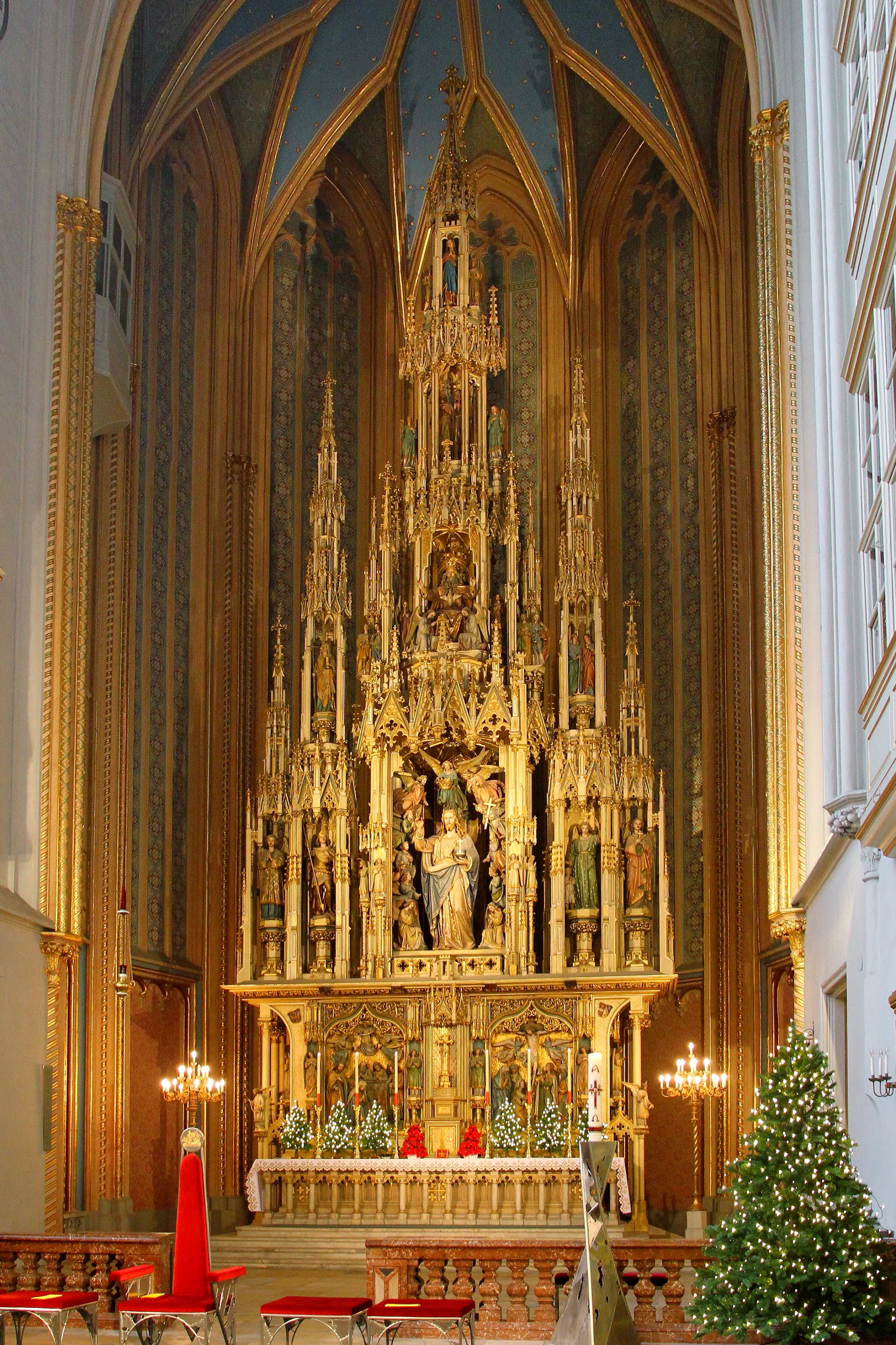
ołtarz główny
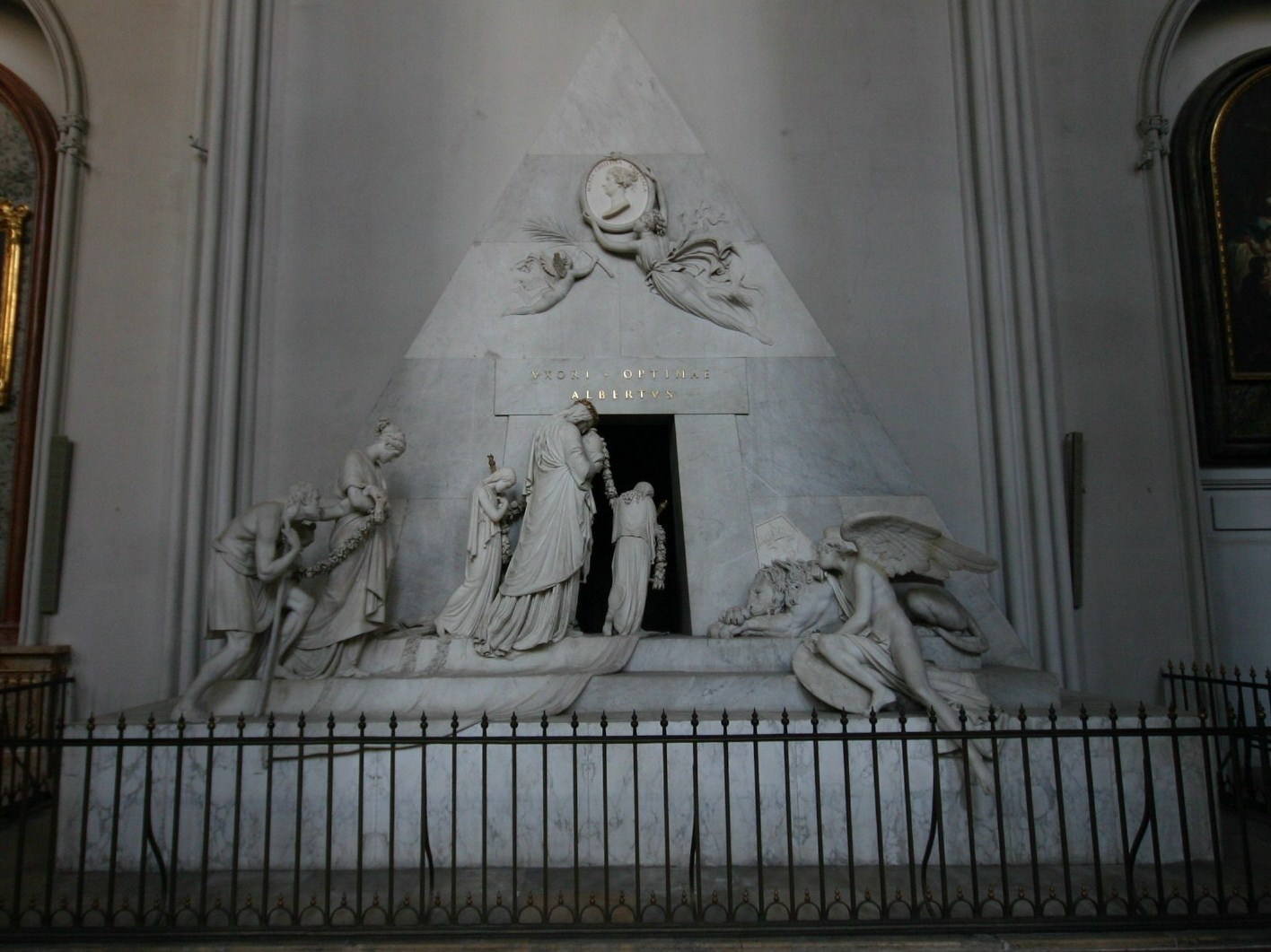
cenotaf Marii Krystyny Habsburg
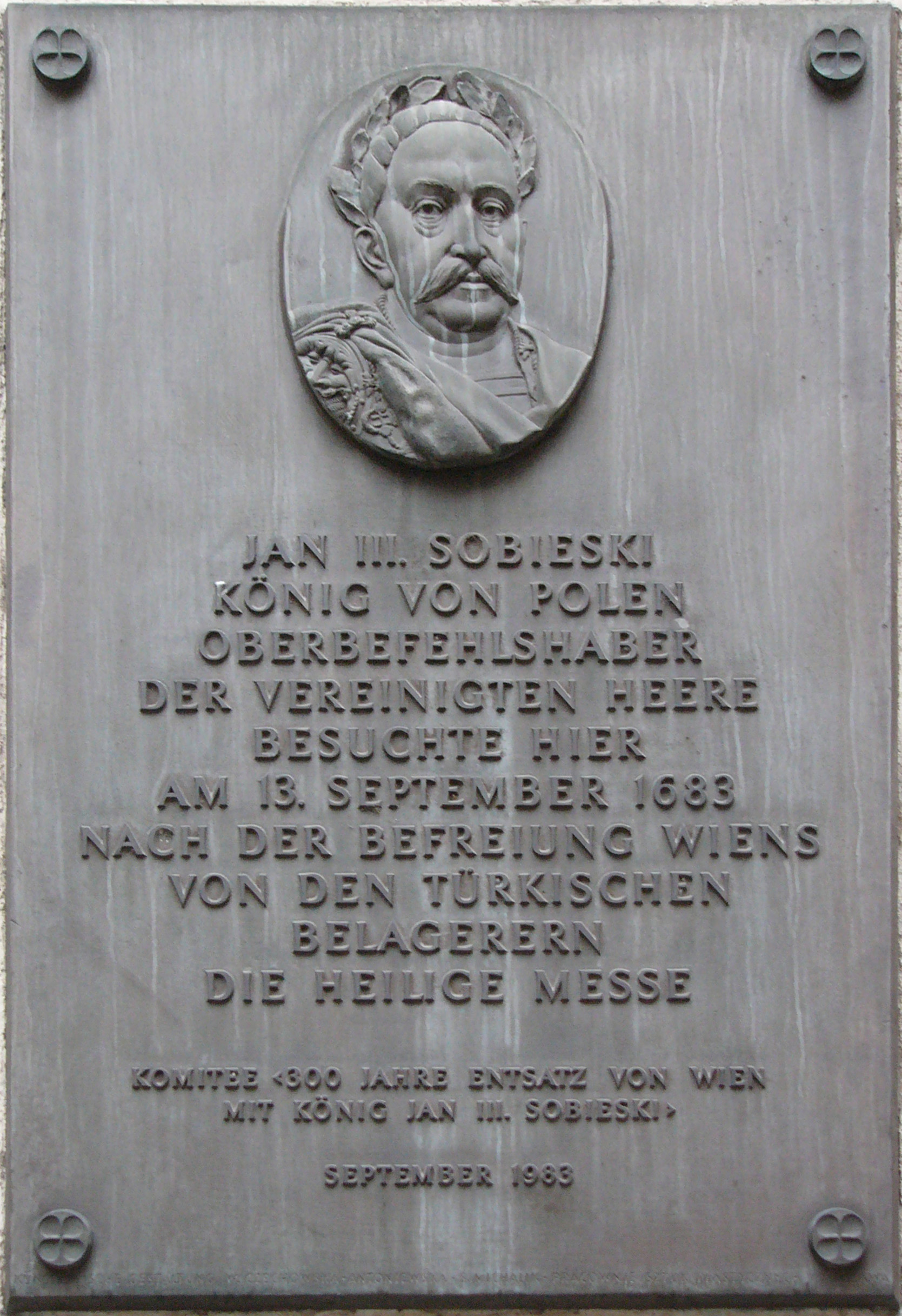
tablica upamiętniająca wizytę Jana III Sobieskiego